# Andrew Ernest Robinson
Pour les articles homonymes, voir Andrew Robinson et Robinson.
Andrew Ernest Robinson (27 novembre 1893-13 mai 1964) est un homme politique canadien de l'Ontario. Il est député fédéral progressiste-conservateur de la circonscription ontarienne de Bruce de 1945 à 1949 et de 1953 à 1963.

## Biographie
Né à Kincardine Township en Ontario, Robinson devient agriculteur et agent d'assurance avant d'entrer en politique.
Élu en 1945, il est défait en 1949. Il reprend possession du comté de Bruce en 1953, il est réélu en 1957, 1958 et 1962. Il ne se représente pas en 1963.